# Davidius malloryi
Davidius malloryi är en trollsländeart som beskrevs av Fraser 1926. Davidius malloryi ingår i släktet Davidius och familjen flodtrollsländor. IUCN kategoriserar arten globalt som otillräckligt studerad. Inga underarter finns listade i Catalogue of Life.